# Stichting Monumentenbehoud Noardeast-Fryslân
De Stichting Monumentenbehoud Noardeast-Fryslân is een Nederlandse stichting met als doel het behoud van monumenten in de gemeente Noardeast-Fryslân.
De Stichting Monumentenbehoud Noardeast-Fryslân is voortgekomen uit de in 1993 opgerichte Stichting Monumentenbehoud Dongeradeel. Tot de monumenten behoren kerktorens en molens. De stichting heeft zeven molens in beheer.

## Molens
| Plaats     | Molen            |
| ---------- | ---------------- |
| Anjum      | De Eendracht     |
| Dokkum     | De Hoop          |
| Dokkum     | Zeldenrust       |
| Ezumazijl  | De Gans          |
| Hantum     | De Hantumermolen |
| Holwerd    | De Hoop          |
| Metslawier | Ropta            |